# Seweryn Ostapiuk
Seweryn Ostapiuk (ur. 9 sierpnia 1945 w Czeberakach) – polski nauczyciel, działacz partyjny i spółdzielczy, polityk, poseł na Sejm X kadencji.

## Życiorys
Ukończył w 1976 ekonomię na Uniwersytecie Marii Curie-Skłodowskiej w Lublinie. W latach 1966–1969 był nauczycielem w szkole podstawowej w Starym Uścimowie. W 1960 wstąpił do Polskiej Zjednoczonej Partii Robotniczej. Od 1969 do 1970 był etatowym pracownikiem komitetu powiatowego partii, a następnie do 1973 Prezydium Powiatowej Rady Narodowej w Parczewie. W 1973 podjął pracę na stanowisku prezesa Powiatowego Związku Gminnych Spółdzielni „Samopomoc Chłopska”, a następnie był dyrektorem wydziału handlu Wojewódzkiego Związku. W 1981 został prezesem „SCh” w Parczewie, później był członkiem Centralnego Związku Spółdzielni Rolniczych „SCh” oraz prezesem zarządu polsko-włoskiego Przedsiębiorstwa Produkcyjno-Handlowego „Compar”.
Wchodził w skład Komitetu Wojewódzkiego PZPR w Białej Podlaskiej, należał też do prezydium Rady Gminnej Patriotycznego Ruchu Odrodzenia Narodowego. W 1989 uzyskał mandat posła na Sejm kontraktowy z okręgu bialskopodlaskiego. Na koniec kadencji należał do Parlamentarnego Klubu Lewicy Demokratycznej, zasiadał w Komisji Stosunków Gospodarczych z Zagranicą i Gospodarki Morskiej. Nie ubiegał się o reelekcję. Związany później z Sojuszem Lewicy Demokratycznej, kandydował z jego list w 2002 do rady powiatu parczewskiego.
W 1984 otrzymał Złoty Krzyż Zasługi.